# Calcioferrite
La calcioferrite è un minerale appartenente al gruppo omonimo.